# 图呼其乡
图呼其乡，是中华人民共和国新疆维吾尔自治区喀什地区泽普县下辖的一个乡镇。

## 行政区划
图呼其乡下辖以下地区：
墩恰喀村、荒地村、霍吉来特村、阿克塔木加依村、奥库尔塔木村、拉依丹村、桑村、巴什阿其玛村和阿亚格阿其玛村。